# SSD Atletico San Paolo Padova
Società Sportiva Dilettantistica Atletico San Paolo Padova je italský fotbalový klub sídlící ve městě Padova. Klub byl založen v roce 1988 pod jménem AS San Paolo. V roce 2010 se klub spojil s Albignasego Calcio, čímž vytvořil Calcio San Paolo Padova. V červnu 2014 klubové vedení vyhlásilo bankrot. Obnoven byl 11. července téhož roku po názvem SSD Atletico San Paolo Padova.

## Soupiska
Aktuální k listopadu 2014
| Číslo |        | Pozice | Hráč              |
| ----- | ------ | ------ | ----------------- |
|       | Itálie | B      | Nicolò Rosiglioni |
|       | Itálie | B      | William Savi      |
|       | Itálie | O      | Davide Bianchi    |
|       | Itálie | O      | Francesco Caco    |
|       | Itálie | O      | Nicola Fornasier  |
|       | Itálie | O      | Andrea Gusella    |
|       | Itálie | O      | Marco Masiero     |
|       | Itálie | O      | Andrea Milani     |
|       | Itálie | O      | Matteo Sambo      |
|       | Itálie | O      | Nicolò Villatora  |
|       | Itálie | O      | Marco Zanetti     |
|       | Itálie | Z      | Antonelli Vito    |

| Číslo |        | Pozice | Hráč               |
| ----- | ------ | ------ | ------------------ |
|       | Itálie | Z      | Nandor Benucci     |
|       | Itálie | Z      | Marco Cardo        |
|       | Itálie | Z      | Matteo Gomiero     |
|       | Itálie | Z      | Alessio Longhi     |
|       | Itálie | Z      | Davide Matteini    |
|       | Itálie | Z      | Giacomo Salvò      |
|       | Itálie | Z      | Filippo Sambugaro  |
|       | Itálie | Ú      | Gennaro Cristaldi  |
|       | Itálie | Ú      | Stefano Dall'Acqua |
|       | Itálie | Ú      | Mattia Guariento   |
|       | Itálie | Ú      | Gianmarco Mascolo  |

## Umístění v jednotlivých sezonách
| Sezóny  | Liga            | Úroveň | Z  | V  | R  | P  | VG | OG | +/- | B  | Pozice |
| ------- | --------------- | ------ | -- | -- | -- | -- | -- | -- | --- | -- | ------ |
| 2010/11 | Serie D – sk. C | 5      | 34 | 15 | 10 | 9  | 49 | 44 | +5  | 54 | 5.     |
| 2011/12 | Serie D – sk. D | 5      | 38 | 17 | 12 | 9  | 60 | 40 | +20 | 63 | 5.     |
| 2012/13 | Serie D – sk. C | 5      | 38 | 12 | 10 | 16 | 43 | 48 | -5  | 46 | 14.    |
| 2013/14 | Serie D – sk. C | 5      | 34 | 13 | 11 | 10 | 45 | 51 | -6  | 50 | 5.     |